# Аранча Парра Сантонха
Аранча Парра Сантонха (ісп. Arantxa Parra Santonja; нар. 9 листопада 1982) — колишня іспанська професійна тенісистка. Найвища позиція в одиночному рейтингу — 46, досягнута 12 липня 2010.

## Важливі фінали

### Фінали Premier Mandatory/Premier 5

#### Парний розряд: 1 (1 поразка)
| Результат | Рік  | Турнір             | Покриття | Партнер                 | Опоненти             | Рахунок  |
| --------- | ---- | ------------------ | -------- | ----------------------- | -------------------- | -------- |
| Поразка   | 2013 | China Open (теніс) | Тверде   | Душевіна Віра Євгенівна | Кара Блек Саня Мірза | 2–6, 2–6 |

## Фінали турнірів WTA

### Одиночний розряд: 2 (2 поразки)
| Перемога – Легенда                           |
| -------------------------------------------- |
| Турніри Великого шолома (0–0)                |
| Турніри WTA Tour (0–0)                       |
| Tier I / Premier Mandatory & Premier 5 (0–0) |
| Tier II / Premier (0–0)                      |
| Tier III, IV & V / International (0–2)       |

| Титули за покриттям |
| ------------------- |
| Тверде (0–0)        |
| Трава (0–0)         |
| Ґрунт (0–2)         |
| Килим (0–0)         |

| Результат | Ранг | Дата           | Турнір                                     | Покриття | Опонент             | Рахунок       |
| --------- | ---- | -------------- | ------------------------------------------ | -------- | ------------------- | ------------- |
| Поразка   | 1.   | 8 травня 2010  | Estoril Open, Estoril, Португалія          | Ґрунт    | Анастасія Севастова | 2–6, 5–7      |
| Поразка   | 2.   | 26 лютого 2011 | Abierto Mexicano TELCEL, Acapulco, Мексика | Ґрунт    | Хісела Дулко        | 3–6, 6–7(5–7) |

### Парний розряд: 27 (11 титули, 16 поразки)
| Перемога – Легенда                           |
| -------------------------------------------- |
| Турніри Великого шолома (0–0)                |
| Турніри WTA Tour (0–0)                       |
| WTA Elite Trophy (0–1)                       |
| Tier I / Premier Mandatory & Premier 5 (0–1) |
| Tier II / Premier (2–3)                      |
| Tier III, IV & V / International (9–11)      |

| Титули за покриттям |
| ------------------- |
| Тверде (3–8)        |
| Трава (1–1)         |
| Ґрунт (7–7)         |
| Килим (0–0)         |

| Результат | Ранг | Дата             | Турнір                                                                                 | Покриття   | Партнер                    | Опонент                                           | Рахунок                |
| --------- | ---- | ---------------- | -------------------------------------------------------------------------------------- | ---------- | -------------------------- | ------------------------------------------------- | ---------------------- |
| Поразка   | 1.   | 7 липня 2003     | Internazionali Femminili di Tennis di Palermo, Palermo, Італія                         | Ґрунт      | Марія Хосе Мартінес Санчес | Адріана Серра-Дзанетті Emily Stellato             | 4–6, 2–6               |
| Поразка   | 2.   | 23 лютого 2004   | Copa Colsanitas Santander, Bogotá, Колумбія                                            | Ґрунт      | Марія Хосе Мартінес Санчес | Barbara Schwartz Ясмін Вер                        | 1–6, 3–6               |
| Перемога  | 1.   | 3 березня 2007   | Abierto Mexicano TELCEL, Acapulco, Мексика                                             | Ґрунт      | Лурдес Домінгес Ліно       | Емілі Луа Ніколь Пратт                            | 6–3, 6–3               |
| Поразка   | 3.   | 6 травня 2007    | Estoril Open, Estoril, Португалія                                                      | Ґрунт      | Лурдес Домінгес Ліно       | Андрея Ехрітт-Ванк Родіонова Анастасія Іванівна   | 3–6, 2–6               |
| Перемога  | 2.   | 16 червня 2007   | Barcelona Ladies Open, Barcelona, Іспанія                                              | Ґрунт      | Нурія Льягостера Вівес     | Лурдес Домінгес Ліно Флавія Пеннетта              | 7–6, 2–6, [12–10]      |
| Перемога  | 3.   | 14 червня 2008   | Barcelona Ladies Open, Barcelona, Іспанія                                              | Ґрунт      | Лурдес Домінгес Ліно       | Нурія Льягостера Вівес Марія Хосе Мартінес Санчес | 4–6, 7–5, [10–4]       |
| Поразка   | 4.   | 10 січня 2009    | ASB Classic, Auckland, Нова Зеландія                                                   | Тверде     | Нурія Льягостера Вівес     | Наталі Деші Мара Сантанджело                      | 6–4, 6–7(3–7), [10–12] |
| Поразка   | 5.   | 24 лютого 2009   | Abierto Mexicano TELCEL, Acapulco, Мексика                                             | Ґрунт      | Лурдес Домінгес Ліно       | Нурія Льягостера Вівес Марія Хосе Мартінес Санчес | 4–6, 2–6               |
| Поразка   | 6.   | 9 січня 2010     | Brisbane International, Brisbane, Австралія                                            | Тверде     | Мелінда Цінк               | Андреа Сестіні Главачкова Луціє Градецька         | 6–2, 6–7(3–7), [4–10]  |
| Поразка   | 7.   | 26 лютого 2011   | Abierto Mexicano TELCEL, Acapulco, Мексика                                             | Ґрунт      | Лурдес Домінгес Ліно       | Марія Коритцева Ioana Raluca Olaru                | 7–5, 5–7, [7–10]       |
| Перемога  | 4.   | 10 квітня 2011   | Andalucia Tennis Experience, Marbella, Іспанія                                         | Ґрунт      | Нурія Льягостера Вівес     | Сара Еррані Роберта Вінчі                         | 3–6, 6–4, [10–5]       |
| Поразка   | 8.   | 9 липня 2011     | Swedish Open, Båstad, Швеція                                                           | Ґрунт      | Нурія Льягостера Вівес     | Лурдес Домінгес Ліно Марія Хосе Мартінес Санчес   | 3–6, 3–6               |
| Перемога  | 5.   | 7 січня 2012     | Brisbane International, Brisbane, Австралія                                            | Тверде     | Нурія Льягостера Вівес     | Ракель Копс-Джонс Абігейл Спірс                   | 7–6(7–2), 7–6(7–2)     |
| Поразка   | 9.   | 4 березня 2012   | Abierto Mexicano TELCEL, Acapulco, Мексика                                             | Ґрунт      | Лурдес Домінгес Ліно       | Сара Еррані Роберта Вінчі                         | 2–6, 1–6               |
| Перемога  | 6.   | 2 березня 2013   | Abierto Mexicano TELCEL, Acapulco, Мексика                                             | Ґрунт      | Лурдес Домінгес Ліно       | Каталіна Кастаньйо Маріана Дуке                   | 6–4, 7–6(7–1)          |
| Поразка   | 10.  | 21 червня 2013   | Rosmalen Grass Court Championships, 's-Hertogenbosch, Нідерландські Антильські острови | Трава      | Домініка Цібулкова         | Ірина-Камелія Бегу Анабель Медіна Гаррігес        | 6–4, 6–7(3–7), [9–11]  |
| Поразка   | 11.  | 5 жовтня 2013    | China Open (теніс), Beijing, КНР                                                       | Тверде     | Віра Душевіна              | Кара Блек Саня Мірза                              | 2–6, 2–6               |
| Перемога  | 7.   | 20 червня 2014   | Rosmalen Grass Court Championships, Rosmalen, Нідерландські Антильські острови         | Трава      | Марина Еракович            | Міхаелла Крайчек Крістіна Младенович              | 0–6, 7–6(7–5), [10–8]  |
| Поразка   | 12.  | 23 серпня 2014   | Connecticut Open, New Haven, США                                                       | Тверде     | Марина Еракович            | Сільвія Солер Еспіноза Андрея Клепач              | 5–7, 6–4, [7–10]       |
| Поразка   | 13.  | 18 жовтня 2014   | Кубок Кремля, Moscow, Росія                                                            | Тверде (i) | Каролін Гарсія             | Мартіна Хінгіс Флавія Пеннетта                    | 3–6, 7–5               |
| Перемога  | 8.   | 15 лютого 2015   | Diamond Games, Antwerp, Бельгія                                                        | Тверде (i) | Анабель Медіна Гаррігес    | Ан-Софі Месташ Алісон ван Ейтванк                 | 6–4, 3–6, [10–5]       |
| Поразка   | 14.  | 9 серпня 2015    | Bank of the West Classic, Stanford, США                                                | Тверде     | Анабель Медіна Гаррігес    | Сюй Їфань Чжен Сайсай                             | 1–6, 3–6               |
| Поразка   | 15.  | 25 жовтня 2015   | BGL Luxembourg Open, Люксембург City, Люксембург                                       | Тверде (i) | Анабель Медіна Гаррігес    | Мона Бартель Лаура Зігемунд                       | 2–6, 6–7(2–7)          |
| Поразка   | 16.  | 2 листопада 2015 | WTA Elite Trophy, Zhuhai, КНР                                                          | Тверде (i) | Анабель Медіна Гаррігес    | Лян Чень Ван Яфань                                | 4–6, 3–6               |
| Перемога  | 9.   | 27 лютого 2016   | Abierto Mexicano TELCEL, Acapulco, Мексика                                             | Тверде     | Анабель Медіна Гаррігес    | Кікі Бертенс Юганна Ларссон                       | 6–0, 6–4               |
| Перемога  | 10.  | 6 березня 2016   | Monterrey Open, Monterrey, Мексика                                                     | Тверде     | Анабель Медіна Гаррігес    | Петра Мартич Марія Санчес                         | 4–6, 7–5, [10–7]       |
| Перемога  | 11.  | 21 травня 2016   | Internationaux de Strasbourg, Strasbourg, Франція                                      | Ґрунт      | Анабель Медіна Гаррігес    | Марія Ірігоєн Лян Чень                            | 6–2, 6–0               |

## Grand Slam, досягнення в одиночних змаганнях
| Турнір                                 | 2002 | 2003 | 2004 | 2005 | 2006 | 2007 | 2008 | 2009 | 2010 | 2011 | 2012 | 2013 | 2014 | 2015 | 2016 | 2017 | 2018 | SR     | W–L   |
| -------------------------------------- | ---- | ---- | ---- | ---- | ---- | ---- | ---- | ---- | ---- | ---- | ---- | ---- | ---- | ---- | ---- | ---- | ---- | ------ | ----- |
| Відкритий чемпіонат Австралії з тенісу | A    | К1р  | 1р   | 1р   | 2р   | К1р  | A    | A    | 1р   | 1р   | К2р  | К2р  | A    | A    | A    | A    | A    | 0 / 5  | 1–5   |
| Відкритий чемпіонат Франції з тенісу   | A    | К1р  | 3р   | 2р   | 1р   | A    | A    | A    | 2р   | 1р   | К2р  | К3р  | A    | A    | A    | A    | A    | 0 / 5  | 4–5   |
| Вімблдонський турнір                   | A    | 2р   | 2р   | 1р   | К2р  | A    | A    | 2р   | 2р   | 1р   | A    | A    | A    | A    | A    | A    | A    | 0 / 6  | 4–6   |
| Відкритий чемпіонат США з тенісу       | К1р  | 2р   | 2р   | 1р   | К1р  | A    | A    | A    | 1р   | К1р  | A    | К1р  | A    | A    | A    | A    |      | 0 / 4  | 2–4   |
| Перемоги-Поразки                       | 0–0  | 2–2  | 4–4  | 1–4  | 1–2  | 0–0  | 0–0  | 2–3  | 2–4  | 0–3  | 0–0  | 0–0  | 0–0  | 0–0  | 0–0  | 0–0  | 0–0  | 0 / 20 | 11–20 |

## Grand Slam, досягнення в парному розряді
| Турнір                                 | 2004 | 2005 | 2006 | 2007 | 2008 | 2009 | 2010 | 2011 | 2012 | 2013 | 2014 | 2015 | 2016 | 2017 | 2018 | SR     | W–L   |
| -------------------------------------- | ---- | ---- | ---- | ---- | ---- | ---- | ---- | ---- | ---- | ---- | ---- | ---- | ---- | ---- | ---- | ------ | ----- |
| Відкритий чемпіонат Австралії з тенісу | A    | 1р   | A    | A    | 1р   | 2р   | 1р   | 1р   | 2р   | 3р   | 2р   | 1р   | 3р   | A    | 2р   | 0 / 11 | 8–11  |
| Відкритий чемпіонат Франції з тенісу   | 1р   | 2р   | A    | 2р   | 1р   | 2р   | 1р   | 2р   | 3р   | 2р   | ЧФ   | 1р   | 1р   | 1р   | 2р   | 0 / 14 | 11–14 |
| Вімблдонський турнір                   | 1р   | 1р   | A    | 2р   | 1р   | 1р   | 1р   | ЧФ   | 1р   | 2р   | 1р   | 3р   | 3р   | 2р   | 2р   | 0 / 14 | 11–14 |
| Відкритий чемпіонат США з тенісу       | 1р   | A    | A    | 1р   | 1р   | 1р   | 1р   | 2р   | A    | 1р   | 2р   | 2р   | 2р   | 2р   |      | 0 / 11 | 5–11  |
| Перемоги-Поразки                       | 0–3  | 1–3  | 0–0  | 2–3  | 0–4  | 2–4  | 0–4  | 5–4  | 3–3  | 4–4  | 5–4  | 3–4  | 5–4  | 2–3  | 3–3  | 0 / 50 | 35–50 |